# Железничка станица Сутоморе
Железничка станица Сутоморе је једна од железничких станица на прузи Београд—Бар. Налази се насељу Сутоморе у општини Бар. Пруга се наставља у једном смеру ка Бару и у другом према Вирпазару. Железничка станица Сутоморе састоји се из 4 колосека.

## Повезивање линија
- Пруга Београд—Бар